# Pierre Trémaux
Pierre Trémaux (20. července 1818 – 12. března 1895) byl francouzský architekt, orientalistický fotograf a autor mnoha vědeckých a etnografických publikací.

## Životopis
O životě Pierra Trémauxe je známo jen velmi málo. Narodil se v Charrecey ve Francii do skromné rodiny. Byl synem Jeana-Marie Trémaux, farmáře a Claudiny Renaudinové, a měl nejméně dvě sestry. Podrobnosti o jeho posledních letech jsou velmi útržkovité a nejsou známy žádné podrobnosti o jeho smrti a místě posledního odpočinku.
Trémaux se vyznamenal v mnoha oborech. V roce 1840 vstoupil na École des Beaux-Arts a v roce 1845 obdržel druhou cenu v Římě za architekturu. Jako vystudovaný architekt pracoval v závodech Schneider v Le Creusot. Zajímal se o urbanismus a stavbu Suezského průplavu v Egyptě.
Se zájmem o přírodopis cestoval v letech 1847–1848 do Alžírska, Tuniska, Horního Egypta, Súdánu a Etiopie, kde vytvořil mnoho kreseb a byl jedním z prvních, kdo vytvořil fotografické snímky těchto oblastí. Z Alexandrie cestoval po Nilu do Núbie. V letech 1853–1854 podnikl druhou fotografickou cestu do Libye, Egypta, Malé Asie, Tuniska, Sýrie a Řecka. Po sedmi letech strávených v regionu se z těchto cest vrátil s mnoha ilustracemi a fotografickými snímky, jedněmi z prvních fotografií regionu a jeho obyvatel, jaké kdy byly pořízeny.

## Dílo

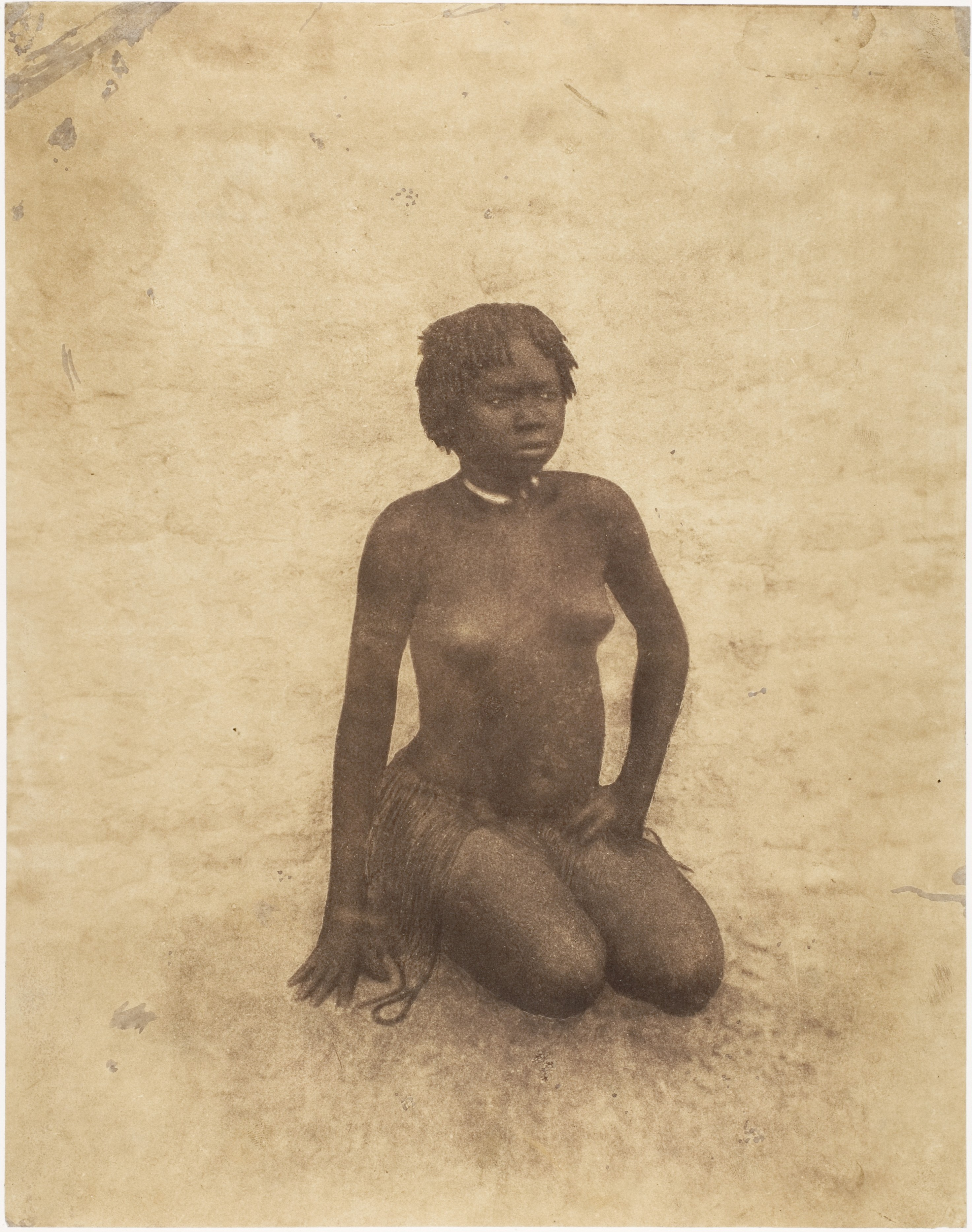
Mladá žena v Súdánu, 1853–1854

### Fotografie
S 21 fotografiemi a 56 litografiemi zhotovenými podle jeho fotografií se jich dochovalo poměrně málo a jejich stav je špatný. Podle hlavního kurátora fotografie v Izraelském muzeu Nissana N. Pereze jeho fotografie „odhalují, že Trémaux měl zájem o antropologickou fotografii, a pokud by uspěl, mohl to být nejdůležitější průzkum orientálních typů a zvyků a nikoli, jako je tomu dnes, pouhá galerie kuriozit.“
Nicméně jeho publikovaná díla, jako je série Voyages z let 1852 až 1862, byly prvními knihami o Egyptě, Súdánu, Palestině a dalších oblastech Blízkého východu s ilustracemi podle fotografií autora.

### Evoluční teorie
Črémaux je také autorem díla, které vyvolalo senzaci na Všeobecné výstavě v Paříži v roce 1867 s názvem Origine et transforms de l'homme et des autres êtres (Původ a proměny člověka a jiných bytostí) 1865. V této knize navrhl evoluční teorii, že rasové rozdíly mají „přirozený základ“ v biologii a geologii, dnes označovanou jako teorie přerušovaných rovnováh.

### Publikace
V letech 1852 až 1868 vyrobil Trémaux řadu odlišných skupin fotografických desek, které doprovázely texty o geografii, architektuře a lidech z oblastí Afriky a Malé Asie. Tyto vysoce kvalitní publikace vznikly s podporou francouzské vlády a kombinovaly řadu grafických technik způsobem, o který se dříve nikdo nepokusil. Jeho dochované obrazy jsou tisky ze slaného papíru, rytiny, tónované a barevné litografie a fotolitografie.

#### Články
- "Notice d’un voyage sur le cours du Nil et dans des parties inconnues du Soudan, chez les nègres Bertha, du Darfok et du Dar-Gourum," Bulletin de la Société de Géographie, 1849, sèr., 12 pp 67–72
- "Notes sur la localité ou sont situées les principales mines d’or du Soudan oriental, et observations critiques sur le récit du Colonel Kovalevski relatif à cette même contrée." Bulletin de la Société de Géographie, 1850, sér. 13 (73–78)
- "Quelques détails sur les prétendus hommes à queue," Bulletin de la Société de Géographie, 1855, 4e sér., 9 (49–54), s. 139-148
- "Épisode d’un voyage au Soudan oriental et remarques sur l’esclavage," Bulletin de la Société de Géographie, 1856, 4e sér., 11 (61–66), s. 153-164
- "Remarques sur l’Afrique centrale et orientale," Bulletin de la Société de Géographie, 1862, 5e sér., 3 (13–18), s. 69-86 et 147–165

#### Knihy
- Parallèle des édifices anciens et modernes du continent africain, illustré de 82 planches et une carte de l'Afrique Centrale, 1858
- Dessinés et relevés de 1847 à 1854 dans l'Algerie, les régences de Tunis et de Tripoli, l'Égypte, la Nubie, les déserts, l'île de Méroé, le Sennar, le Fa-Zogle, etc.
- Exploration archéologique en Asie mineure, illustré de 92 planches, 1864
- Voyage en Éthiopie, au Soudan Oriental et dans la Nigritie, atlas illustré de 61 planches, Hachette, 1852
- Voyage en Éthiopie, au Soudan Oriental et dans la Nigritie, Vol 1: Égypte et Éthiopie, textes de l'Atlas, Hachette, 1862
- Voyage en Éthiopie, au Soudan Oriental et dans la Nigritie, Vol. 2: Le Soudan, textes de l'Atlas, Hachette, 1862.
- Origine et transformations de l'homme et des autres êtres, Hachette, 1865
- Principe universel de la vie, de tout mouvement et de l'état de la matière, Chez l'auteur, 1868, 1874, 1876
- Origine des espèces et de l'homme avec les causes de fixité et de transformation et principe universel du mouvement et de la vie ou loi des transmissions de force, 1898

## Galerie

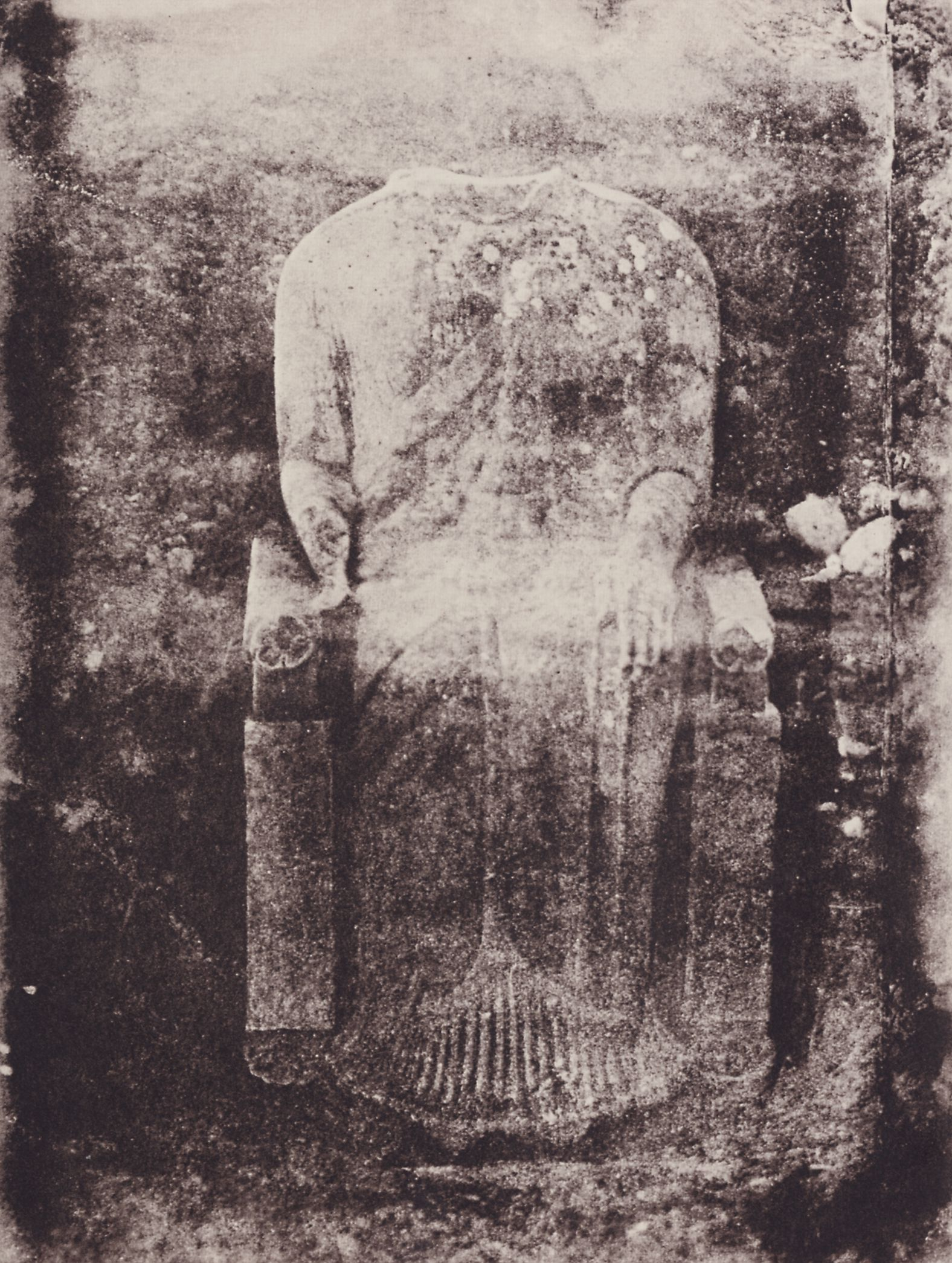
Malá Asie
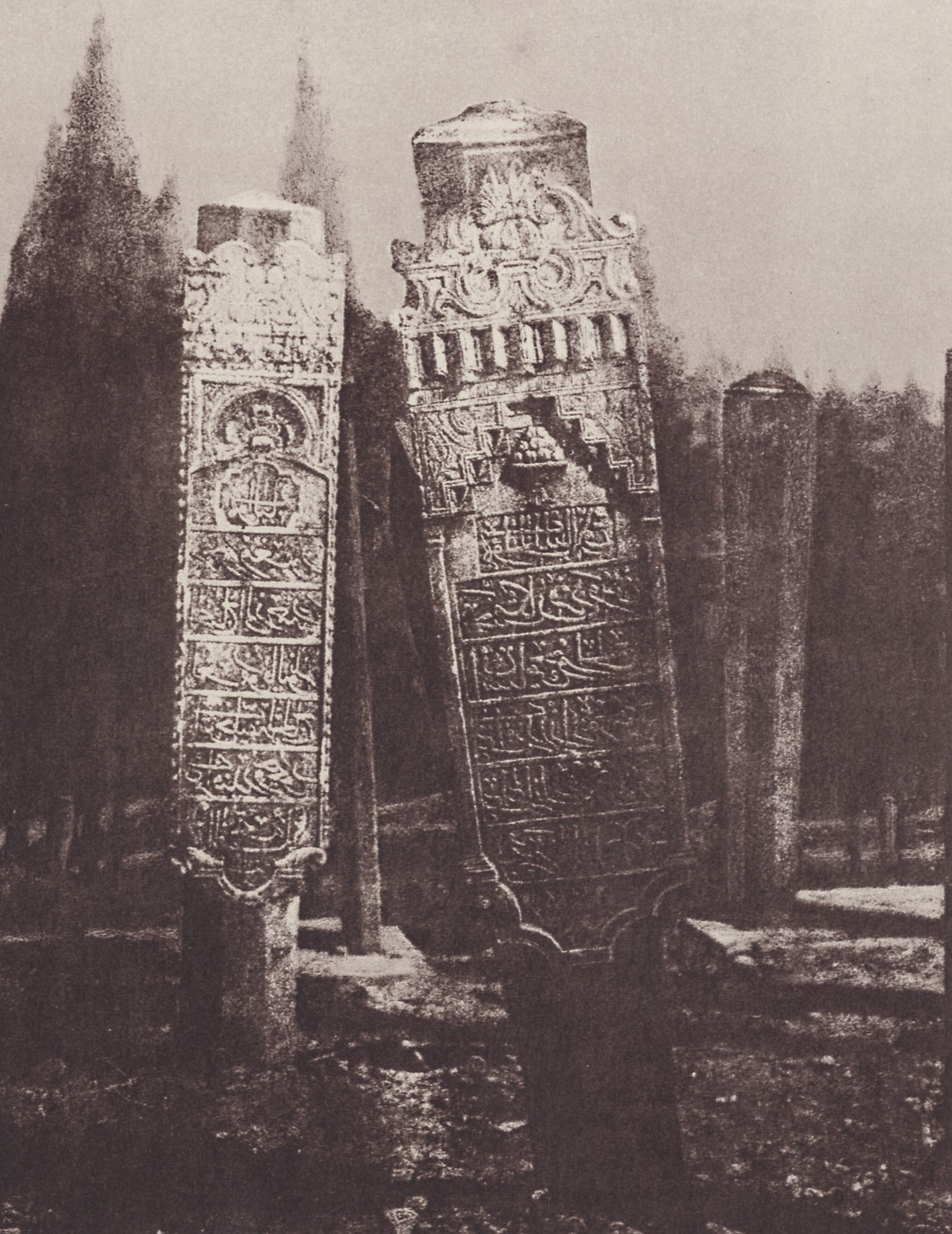
Turecké stély